# Clasificación colonada
La clasificación colonada, clasificación facetada o clasificación de Ranganathan es un sistema de clasificación en bibliotecología.

## Historia
El matemático y bibliotecario indio S. R. Ranganathan fue el creador de esta clasificación, siendo la primera clasificación facetada, en el año 1933. La clasificación está basada en la teoría de las Cinco leyes de la bibliotecología propuesta por Ranganathan: 
1. los libros son para ser leídos
2. cada lector debe encontrar el libro que le conviene
3. cada libro debe poder ser recuperado
4. el tiempo del lector debe ser economizado
5. una biblioteca es un organismo en evolución.[2]

Se la conoce como clasificación colonada o facetada ya que descompone los campos o disciplinas científicas según distintos puntos de vista o facetas. De acuerdo con Blanca Urdiciain, las facetas se presentan para la descripción de documentos según las materias que comprende cada área científica, así el sistema no sólo clasifica las materias por la relación de género a especie sino por la una cosas y sus partes, sus materias constitutivas, sus propiedades, los tratamientos a que pueden ser sometidas.

## Principios básicos
- Se ideó para clasificar las distintas ramas del saber humano
- Divide al conocimiento en 47 clases principales, divididas a su vez en 10 subclases
- Compuesta por cinco categorías fundamentales: personalidad, energía, materia, espacio y tiempo

## Ventajas y desventajas

### Ventajas
Es un excelente medio para analizar la materia del documento, con mayor precisión. Presenta una mayor organización para la automatización y se adapta fácilmente a la aparición de nuevos conceptos

### Desventajas
Hay que esforzarse por encontrar un orden en la expresión de las categorías, la responsabilidad de sintaxis recae sobre el clasificador y se ponen en evidencia sus competencias.